# Alassane També
Alassane També (26 januari 1992) is een Franse-Senegalees voetballer die bij voorkeur als verdediger speelt. Hij verruilde in februari 2015 KV Kortrijk voor Genoa CFC.

## Carrière
També werd geboren in Villepinte, waar hij zich aansloot bij de plaatselijke voetbalclub. Nadien verhuisde hij naar Parijs in functie van zijn toekomstige ploeg : Paris Saint-Germain. Hij werd op 17-jarige leeftijd opgemerkt door de ploeg uit de Franse hoofdstad en kreeg er zijn eerste professionele contract. Hij speelde tot zijn negentiende in Parc des Princes, waarna hij in januari 2012 voor 3,5 seizoen naar KV Kortrijk verkaste. Op 4 februari 2012 maakte hij zijn debuut in het professioneel voetbal. Hij debuteerde met KV Kortrijk tegen KV Mechelen en stond negentig minuten op het veld (0-0).
Bij KV Kortrijk speelde També met het nummer 5. Hij speelde tien matchen in het eerste half jaar bij de club, maar raakte geblesseerd tegen Standard Luik, waardoor zijn seizoen ten einde was. In het seizoen 2012/13 startte hij als titularis op de rechterflank. De relatie met trainer Hein Vanhaezebrouck verbitterde en També zou daardoor met de beloften moeten trainen. In de zomer kreeg hij te horen dat hij geen deel meer uitmaakte van de delectie. Op 8 januari 2014 verhuurde Kortrijk També voor zes maanden aan Antwerp FC.

## Statistieken
| Seizoen | Club                | Land      | Reeks              | Wed | Goals |
| ------- | ------------------- | --------- | ------------------ | --- | ----- |
| 2008/11 | Paris Saint-Germain | Frankrijk | Ligue 1            | 0   | 0     |
| 2011/12 | KV Kortrijk         | België    | Jupiler Pro League | 10  | 0     |
| 2012/13 | KV Kortrijk         | België    | Jupiler Pro League | 18  | 0     |
| 2013/14 | KV Kortrijk         | België    | Jupiler Pro League | 0   | 0     |
| 2013/14 | → Antwerp FC        | België    | Belgacom League    | 13  | 0     |
| 2014/15 | KV Kortrijk         | België    | Jupiler Pro League | 13  | 0     |
| 2014/15 | → Genoa CFC         | Italië    | Serie A            | 6   | 0     |
| 2015/16 | Genoa CFC           | Italië    | Serie A            | 0   | 0     |